# Психолошки хорор
Психолошки хорор је поджанр хорора. Филмови овог типа се базирају на страховима главних ликова, осећају кривице, нечистом савешћу и поремећним доживљајима света. Разликују се од сплатер филмова по веома малим количинама насиља. Ефекти који треба да произведу језу су најчешће узнемирујућа музика и кадар из перспективе неке треће, скривене особе. Разлика између психолошког хорора и психолошког трилера лежи у томе да психолошки трилер треба да изазове осећај интриге или неизвесности - када се поред тога појави и осећај страха, онда филм постаје психолошки хорор.
Психолошки хорори код гледаоца изазивају осећај нелагоде разголићавањем психе (најчешће болесне) главног јунака, или експонирањем великих људских фобија. Често је зло само назначено и једино видљиво нашем оку. Сврха оваквог филма јесте да гледалац проживи муке и психички терор филмског јунака, и да буде натеран на размишљање. Неки пут се страх код публике јавља дуго након завршетка филма. То може да буде узрок гротескног и узнемирујућег краја, или схватања неког страшног дела који није био јасан током филма.
Међу најпознатије и најнаграђиваније психолошке хорор филмове спадају:
- Исијавање
- Невиност
- Станар
- Розмарина беба
- Црни лабуд
- Пројекат: вештица из Блера